# La Chapelle-Blanche (Côtes-d'Armor)
Pour les articles homonymes, voir Chapelle-Blanche et La Chapelle.
La Chapelle-Blanche [la ʃapɛl blɑ̃ʃ] est une commune française située dans le département des Côtes-d'Armor, en région Bretagne.
Ses habitants sont les Chapellois et les Chapelloises.

## Géographie
La commune se situe à l'est du département, en limite avec le département d'Ille-et-Vilaine.
Elle est traversée par la RN 12, voie rapide Rennes − Saint-Brieuc.
| Caulnes               | Guitté                      |                           |
| Saint-Jouan-de-l'Isle | La Chapelle-Blanche         | Médréac (Ille-et-Vilaine) |
|                       | Quédillac (Ille-et-Vilaine) |                           |

### Hydrographie
Pour un article plus général, voir Réseau hydrographique des Côtes-d'Armor.
La commune est située dans le bassin Loire-Bretagne. Elle est drainée par la Rance et le Guy Renault,,.
La Rance, d'une longueur de 104 km, prend sa source dans la commune du Mené et se jette  dans la Manche entre Dinard et Saint-Malo, après avoir traversé 28 communes.  Les caractéristiques hydrologiques de la Rance sont données par la station hydrologique située sur la commune de Saint-Jouan-de-l'Isle. Le débit moyen mensuel est de 1,21 m3/s. Le débit moyen journalier maximum est de 41,3 m3/s, atteint lors de la crue du 28 février 2010. Le débit instantané maximal est quant à lui de 64,1 m3/s, atteint le même jour.

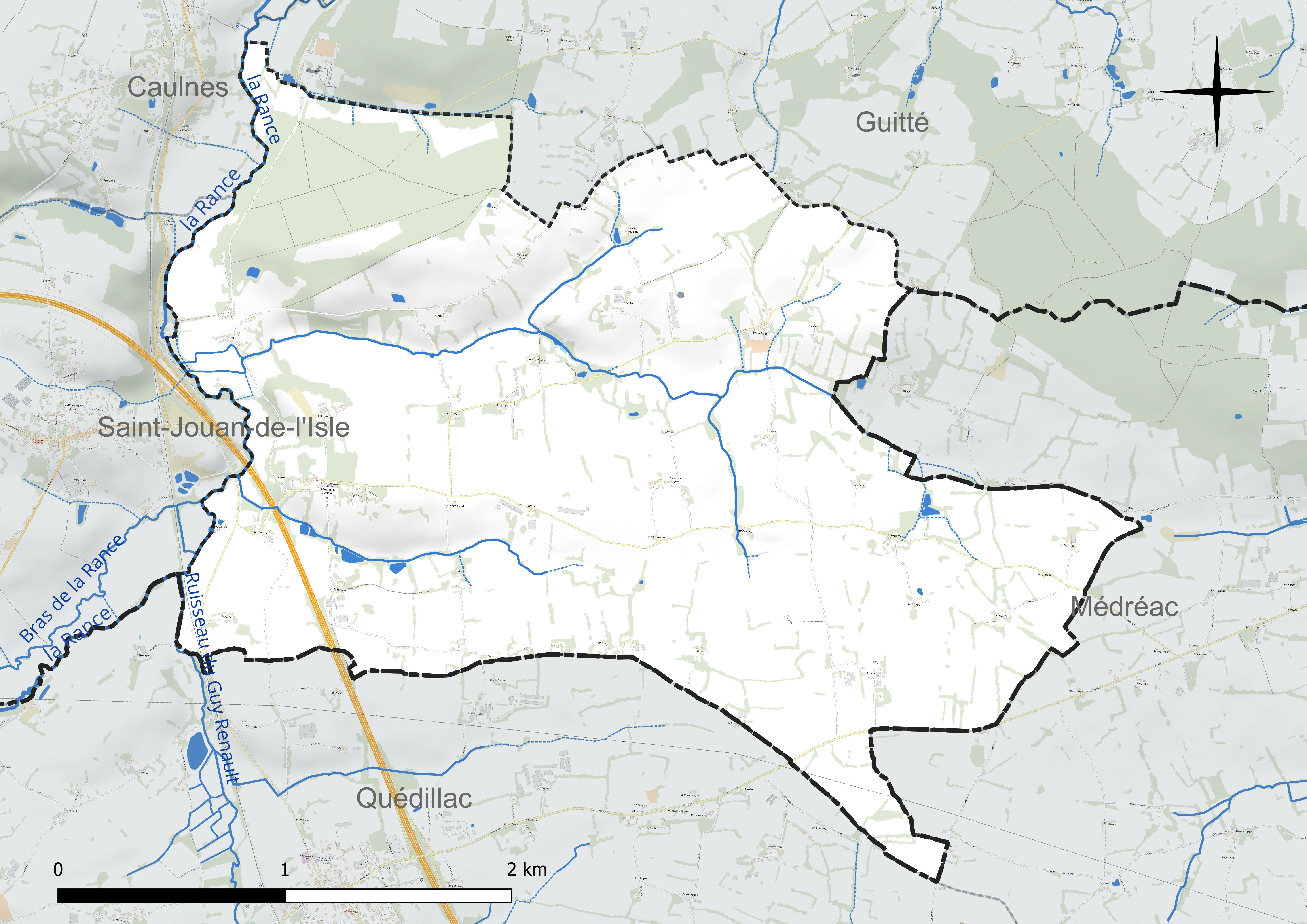
Réseau hydrographique de la Chapelle-Blanche.

### Climat
Pour des articles plus généraux, voir Climat de la Bretagne et Climat des Côtes-d'Armor.
En 2010, le climat de la commune est de type climat océanique altéré, selon une étude du CNRS s'appuyant sur une série de données couvrant la période 1971-2000. En 2020, Météo-France publie une typologie des climats de la France métropolitaine dans laquelle la commune est exposée à un climat océanique et est dans la région climatique Bretagne orientale et méridionale, Pays nantais, Vendée, caractérisée par une faible pluviométrie en été et une bonne insolation. Parallèlement l'observatoire de l'environnement en Bretagne publie en 2020 un zonage climatique de la région Bretagne, s'appuyant sur des données de Météo-France de 2009. La commune est, selon ce zonage, dans la zone « Intérieur Est », avec des hivers frais, des étés chauds et des pluies modérées).
Pour la période 1971-2000, la température annuelle moyenne est de 11,2 °C, avec une amplitude thermique annuelle de 12,3 °C. Le cumul annuel moyen de précipitations est de 763 mm, avec 11,9 jours de précipitations en janvier et 6,7 jours en juillet. Pour la période 1991-2020, la température moyenne annuelle observée sur la station météorologique la plus proche, située sur la commune du Quiou à 14 km à vol d'oiseau, est de 11,6 °C et le cumul annuel moyen de précipitations est de 757,4 mm,. Pour l'avenir, les paramètres climatiques de la commune estimés pour 2050 selon différents scénarios d'émission de gaz à effet de serre sont consultables sur un site dédié publié par Météo-France en novembre 2022.

## Urbanisme

### Typologie
Au 1er janvier 2024, La Chapelle-Blanche est catégorisée commune rurale à habitat très dispersé, selon la nouvelle grille communale de densité à 7 niveaux définie par l'Insee en 2022.
Elle est située hors unité urbaine. Par ailleurs la commune fait partie de l'aire d'attraction de Rennes, dont elle est une commune de la couronne,. Cette aire, qui regroupe 183 communes, est catégorisée dans les aires de 700 000 habitants ou plus (hors Paris),.

### Occupation des sols
L'occupation des sols de la commune, telle qu'elle ressort de la base de données européenne d’occupation biophysique des sols Corine Land Cover (CLC), est marquée par l'importance des territoires agricoles (92,2 % en 2018), une proportion identique à celle de 1990 (92,2 %). La répartition détaillée en 2018 est la suivante :
terres arables (65,1 %), zones agricoles hétérogènes (27 %), forêts (7,8 %), prairies (0,1 %). L'évolution de l’occupation des sols de la commune et de ses infrastructures peut être observée sur les différentes représentations cartographiques du territoire : la carte de Cassini (XVIIIe siècle), la carte d'état-major (1820-1866) et les cartes ou photos aériennes de l'IGN pour la période actuelle (1950 à aujourd'hui).

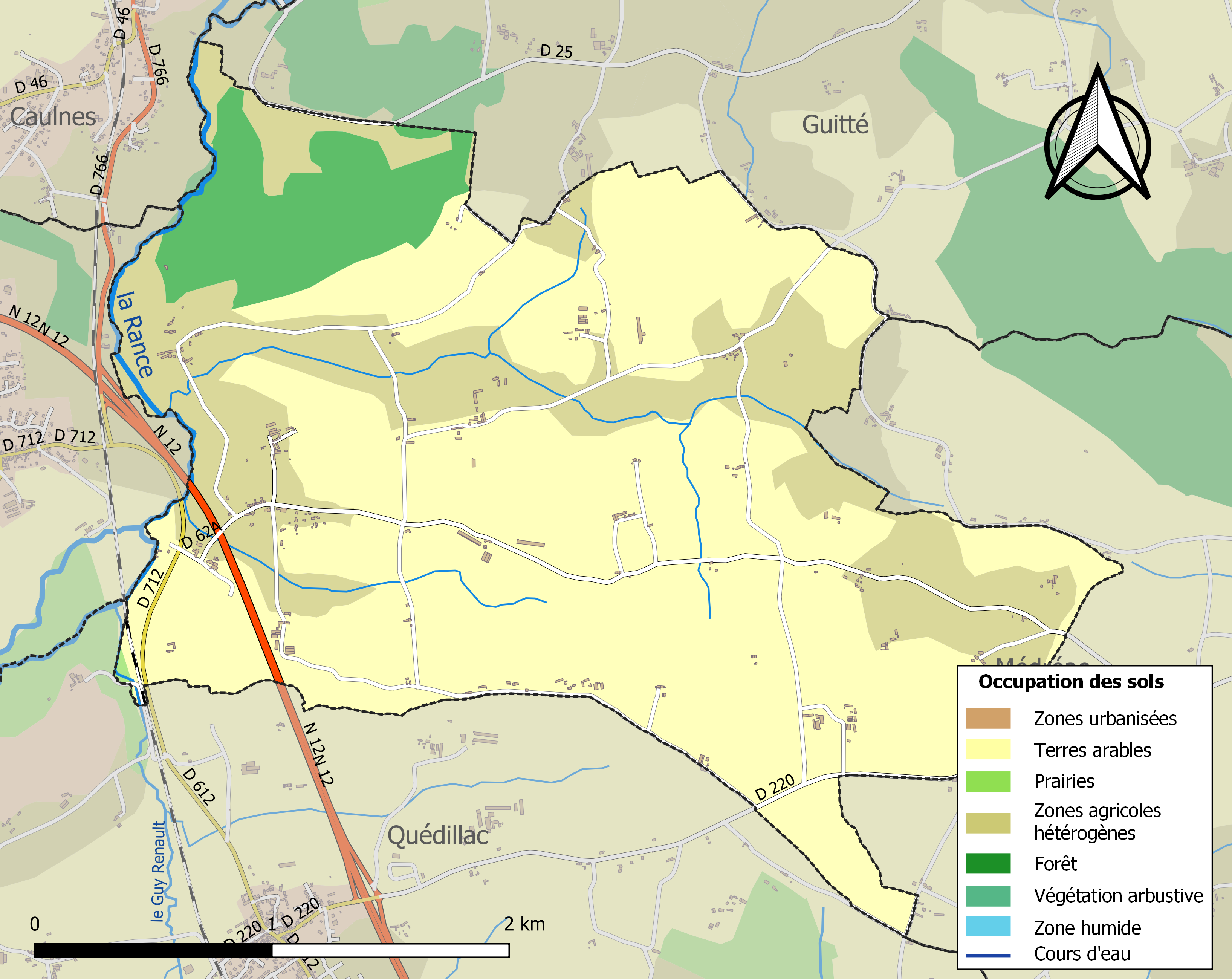
Carte des infrastructures et de l'occupation des sols de la commune en 2018 (CLC).

## Toponymie
Le nom de la localité est attesté sous la forme La Chapelle-Blanche en 1513.
La Chapelle-Blanche n’est d’abord qu’une chapelle qui se trouvait au lieu-dit la Croix Joubeau.

## Histoire

### LeXXesiècle

#### Les guerres duXXesiècle
Le monument aux morts porte les noms de 29 soldats morts pour la Patrie :
- 27 sont morts durant la Première Guerre mondiale ;
- 2 sont morts durant la Seconde Guerre mondiale.

## Politique et administration
| Période                                  | Période     | Identité              | Étiquette | Qualité                                                               |
| ---------------------------------------- | ----------- | --------------------- | --------- | --------------------------------------------------------------------- |
| Les données manquantes sont à compléter. |             |                       |           |                                                                       |
| 1928                                     | après 1969  | François Auffret      |           |                                                                       |
| avant 1978                               | mars 1983   | Jean Havard           |           |                                                                       |
| mars 1983                                | 24 mai 2020 | Gérard Bertrand       | DVD       | Ingénieur chargé d'études Conseiller général de Caulnes (1994 → 2015) |
| 24 mai 2020                              | En cours    | Sandrine Deutschmann, |           | Professeure de biologie en lycée agricole                             |

## Lieux et monuments

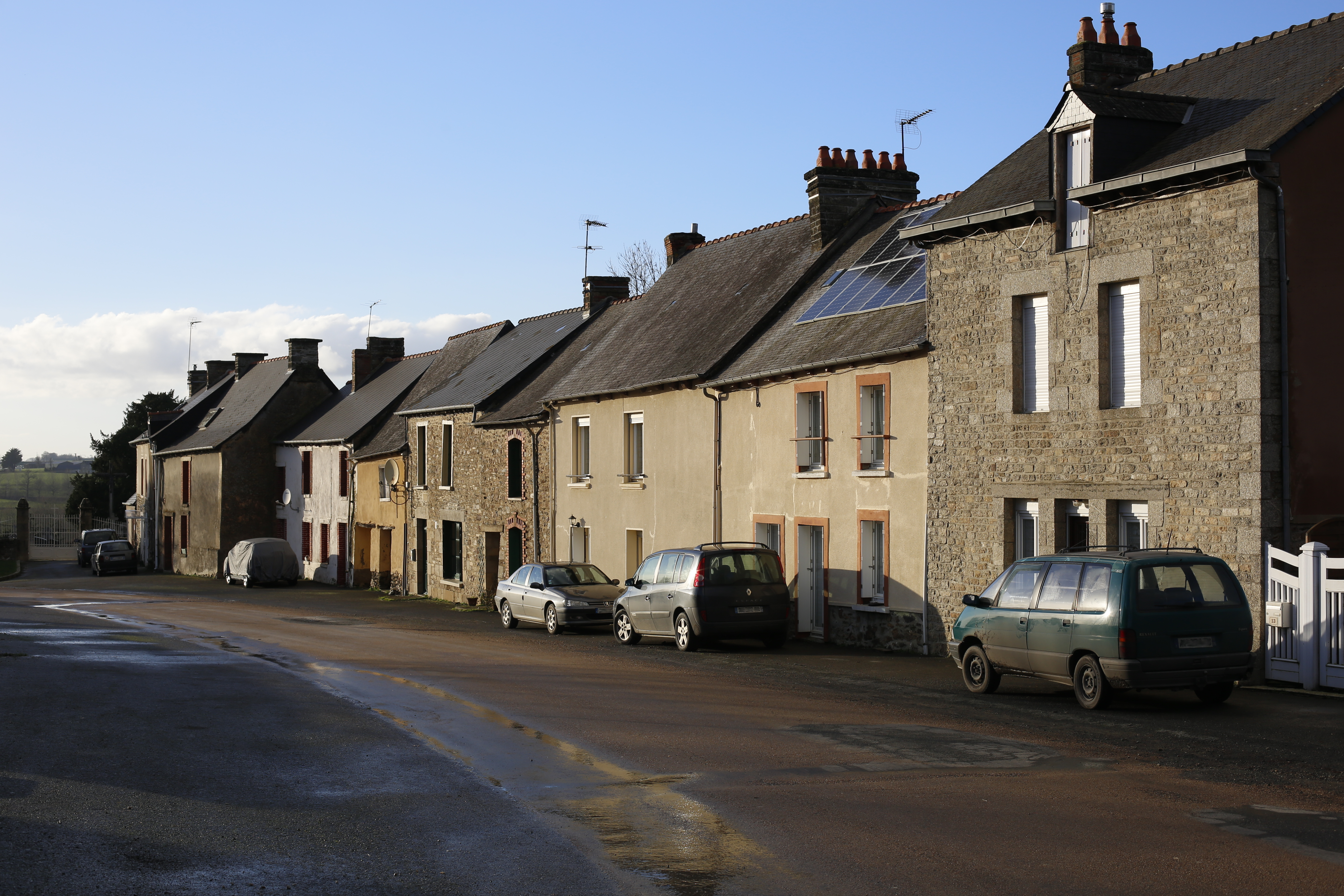
Le bourg
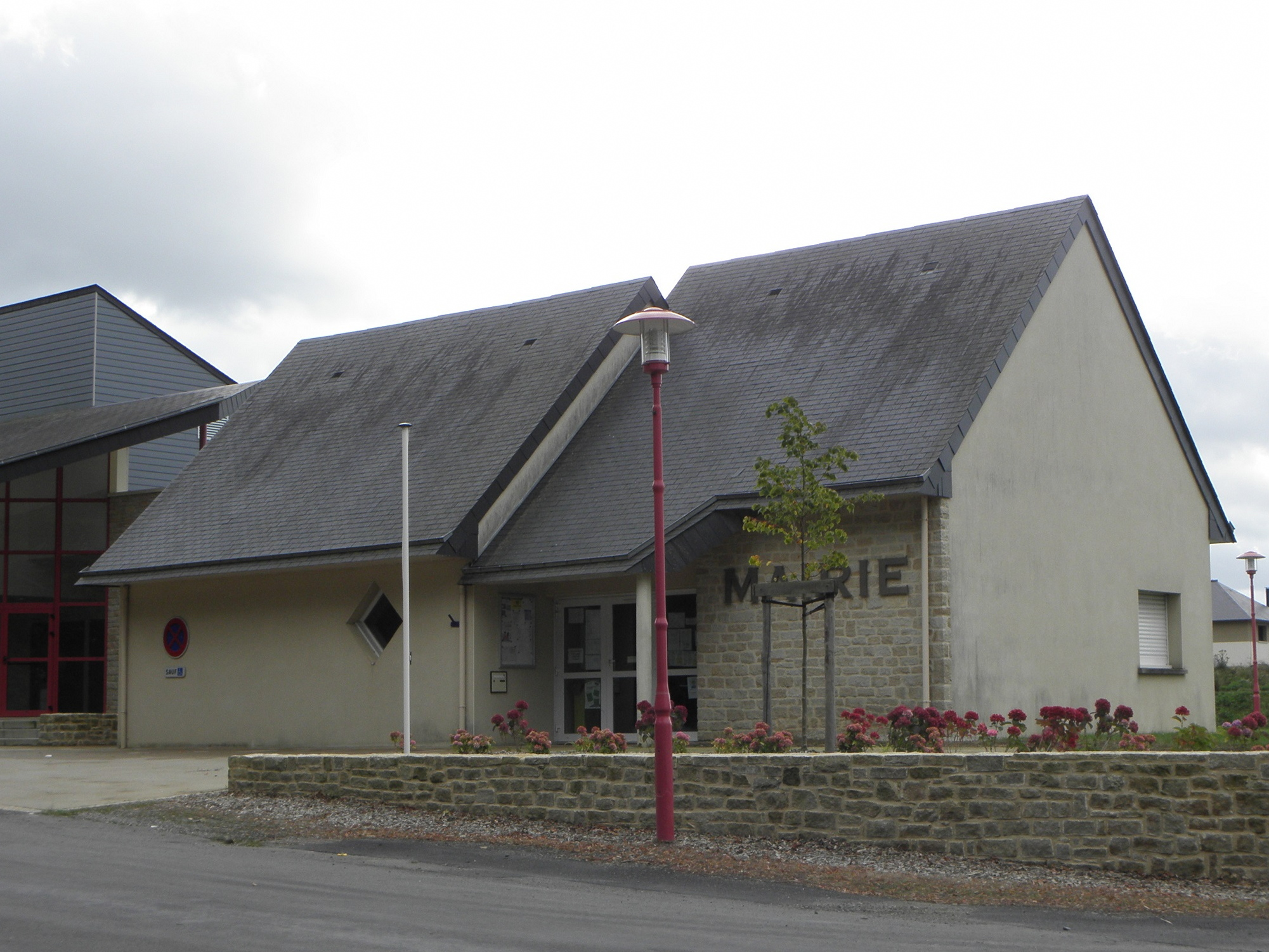
La mairie
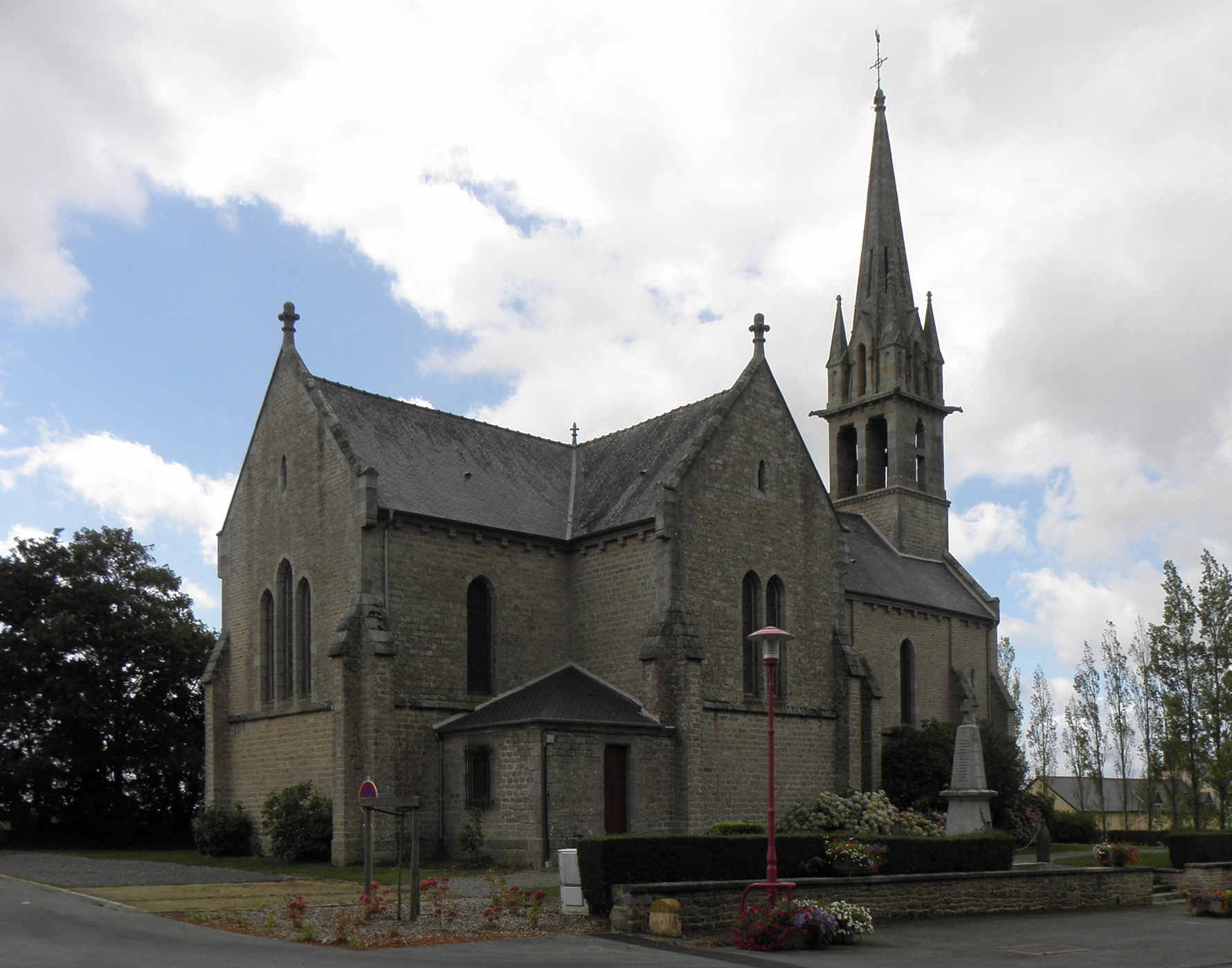
L'église Notre Dame de Pitié
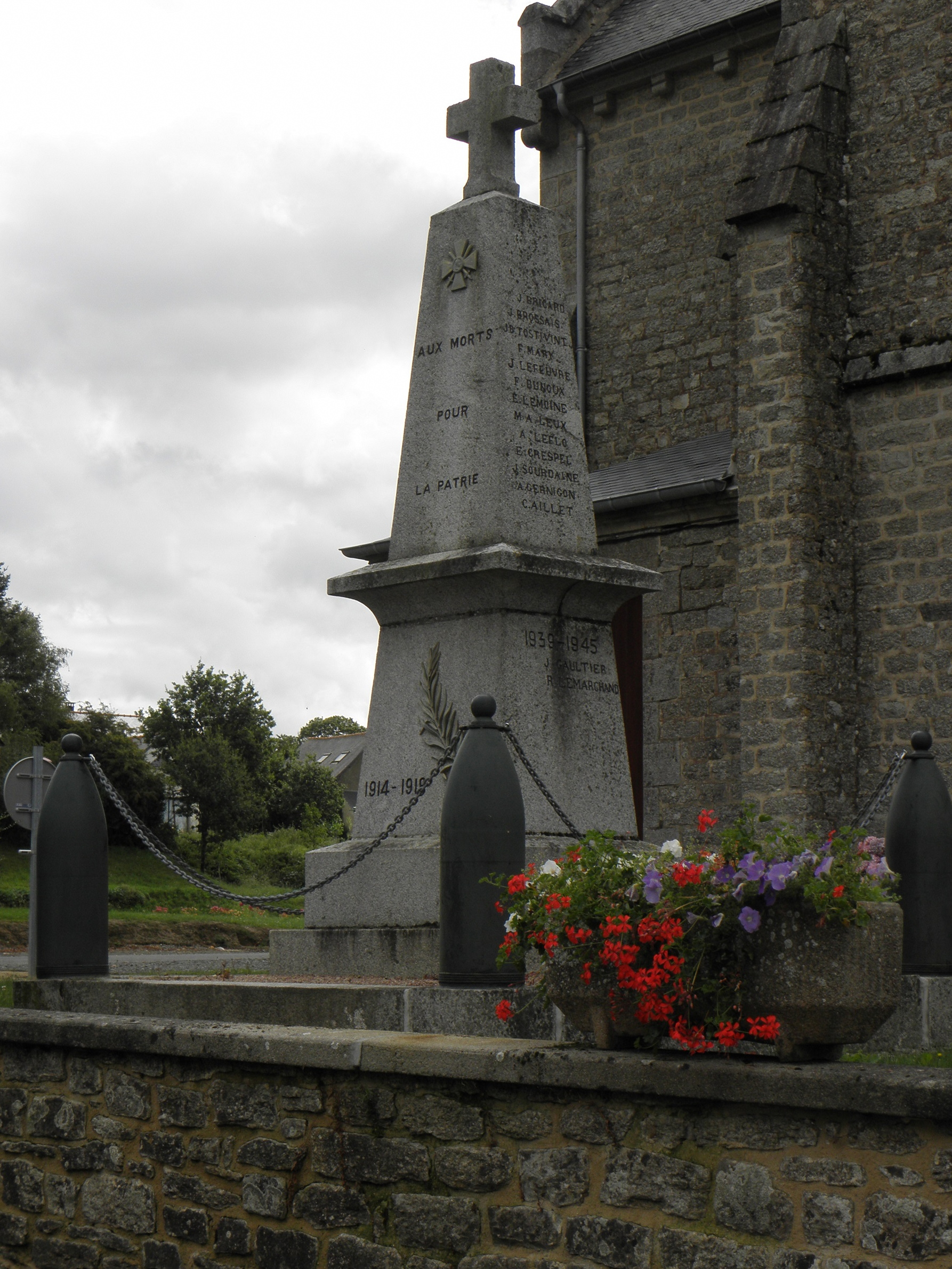
Le monument aux morts

- L'église Notre-Dame-de-Pitié
- La légende de la chapelle Blanche

Le premier édifice de la commune se trouvait au lieudit la Croix Joubeau. À l'époque, les habitants de la commune discutaient sa reconstruction, à cause de son usure, sans arriver à conclure pour son nouvel emplacement, lorsque apparut une colombe, blanche comme neige, qui prit une petite pierre dans son bec et la transporta à l'endroit où se trouve actuellement le cimetière. L'oiseau répéta sa manœuvre plusieurs fois en présence des paroissiens émerveillés, lesquels ne doutèrent pas que le Ciel leur envoyait ce messager pour résoudre la question qui les embarrassait. Telle est la légende de la chapelle Blanche.
- Le château ou manoir de la Hunaudière

Le château ou manoir de la Hunaudière date du XVIe siècle mais l'essentiel du bâti actuel remonte aux XVIIIe et XIXe siècles. Il comporte plusieurs dépendances telles qu'une orangerie, des écuries, et un pigeonnier remarquable, possédant trois portes les unes au dessus des autres. Le manoir possède une tour lanterne ou lanternon. L'ensemble des constructions est en bauge, matériau typique du bassin rennais.
Le nom hunaudière est vraisemblablement un anthropotoponyme : les noms médievaux en -ière ou en -erie désignaient initialement la ferme ou le domaine d'une famille fondé sur les nouvelles terres obtenues par les grands défrichements des XIe – XIIIe siècles. Par la suite, on a utilisé ces suffixes pour noter simplement la propriété. Ainsi la Hunaudière était la propriété d'un dénommé Hunaud. Hunaud ou Hunault est la francisation du prénom Hunald d'origine germanique composé de « hunn », l'ours, et « waldan », gouverner.

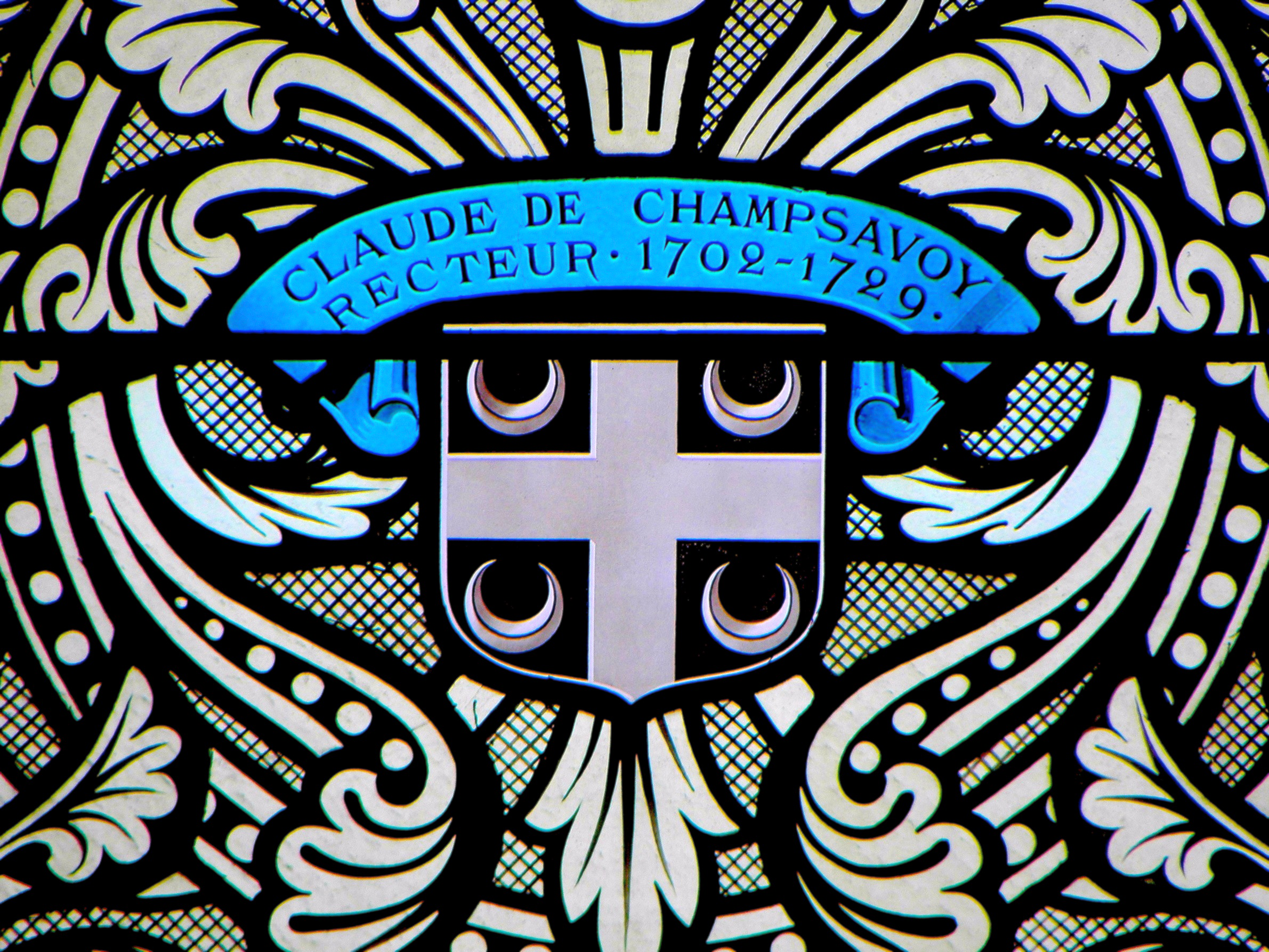
Armes des Grignard de Champsavoy.

Selon le Dictionnaire historique et géographique de la province de la Bretagne de Jean Ogée, publié en 1779, la Hunaudière fait partie, avec la Guerinais, des deux maisons nobles de La Chapelle-Blanche. Elle appartenait en 1350 à Jean Grignard, Sieur de Champsavoy (aujourd'hui lieu-dit de Saint-Judoce). Selon le même auteur, la Hunaudière appartenait toujours en 1779 à M. Grignard de Champsavoy, de la même famille.

## Démographie
| 1793 | 1800 | 1806 | 1821 | 1831 | 1836 | 1841 | 1846 | 1851 |
| ---- | ---- | ---- | ---- | ---- | ---- | ---- | ---- | ---- |
| 498  | 507  | 526  | 526  | 475  | 478  | 494  | 486  | 514  |

| 1856 | 1861 | 1866 | 1872 | 1876 | 1881 | 1886 | 1891 | 1896 |
| ---- | ---- | ---- | ---- | ---- | ---- | ---- | ---- | ---- |
| 512  | 490  | 509  | 456  | 482  | 488  | 468  | 474  | 467  |

| 1901 | 1906 | 1911 | 1921 | 1926 | 1931 | 1936 | 1946 | 1954 |
| ---- | ---- | ---- | ---- | ---- | ---- | ---- | ---- | ---- |
| 472  | 475  | 449  | 380  | 349  | 365  | 351  | 333  | 283  |

| 1962 | 1968 | 1975 | 1982 | 1990 | 1999 | 2006 | 2011 | 2016 |
| ---- | ---- | ---- | ---- | ---- | ---- | ---- | ---- | ---- |
| 280  | 236  | 181  | 180  | 169  | 165  | 210  | 190  | 203  |

| 2021 | 2022 | - | - | - | - | - | - | - |
| ---- | ---- | - | - | - | - | - | - | - |
| 211  | 211  | - | - | - | - | - | - | - |